# Travis Stevens
Travis Stevens (Bellevue, 28 febbraio 1986) è un judoka statunitense.

## Palmarès
- Giochi olimpici

Rio de Janeiro 2016: argento negli 81 kg.
- Giochi panamericani

Rio de Janeiro 2007: oro negli 81 kg.
Toronto 2015: oro negli 81 kg.
- Campionati panamericani

Miami 2008: argento negli 81 kg.
Buenos Aires 2009: oro negli 81 kg.
San Salvador 2010: bronzo negli 81 kg.
Guadalajara 2011: argento negli 81 kg.
San Josè 2013: bronzo negli 81 kg.
Guayaquil 2014: bronzo negli 81 kg.
Edmonton 2015: bronzo negli 81 kg.
L'Avana 2016: argento negli 81 kg.